# Bronisław Surmiak

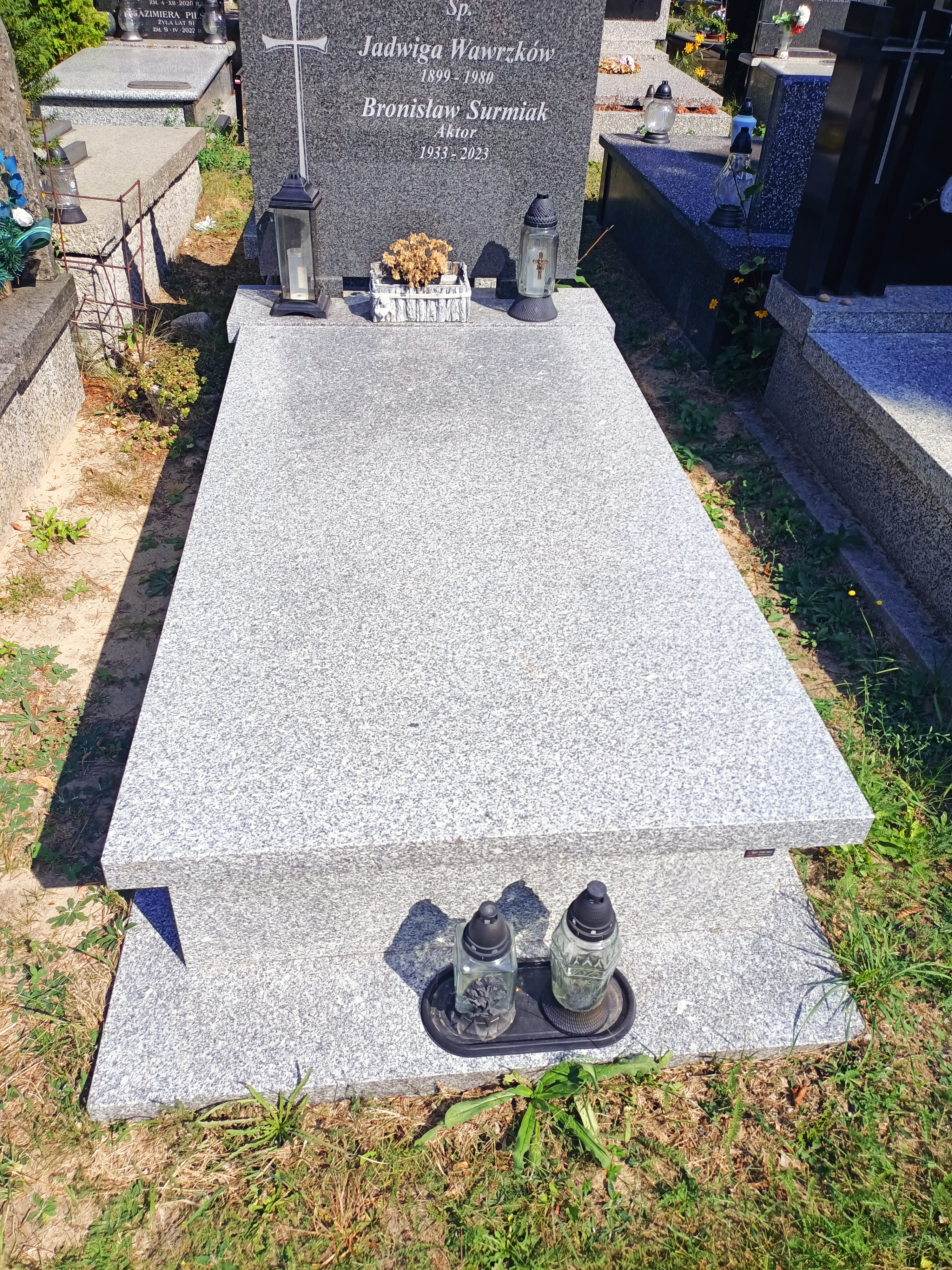
Grób Bronisława Surmiaka na Cmentarzu Komunalnym Północnym w Warszawie

Bronisław Surmiak (ur. 16 sierpnia 1933 w Dębiance, zm. 22 maja 2023) – polski aktor teatralny, filmowy i telewizyjny. 

## Życiorys
W 1958 roku ukończył studia na Wydziale Aktorskim Państwowej Wyższej Szkoły Teatralnej w Warszawie. Debiutował na deskach Teatru Ateneum w Warszawie, gdzie grał w latach 1955-1960. W kolejnych latach występował w Bałtyckim Teatrze Dramatycznym im. Juliusza Słowackiego w Koszalinie (1960-1962), Teatrze im. Aleksandra Węgierki w Białymstoku (1962-1965) oraz Teatrze im. Stefana Jaracza w Olsztynie (1965-1969). Następnie powrócił do Warszawy, gdzie był aktorem teatrów: Ziemi Mazowieckiej (1969-1978), Popularnego (1978-1981), Rozmaitości (1981-1983), na Woli (1983-1983) oraz Kwadrat (1986-2000). Wystąpił także w sześciu spektaklach Teatru Telewizji (1971-1999) oraz dziesięciu audycjach Teatru Polskiego Radia (1958-1981).

## Filmografia
- Dancing w kwaterze Hitlera (1968) - kelner
- Dyrektorzy (1975) - Walewski (odc. 4)
- Polskie drogi (1977) - dozorca kamienicy (odc. 7, 9)
- Zaległy urlop (1978) - działacz spotkany na koncercie
- Zmiennicy (1986) - członek komisji (odc. 8)
- Kuchnia polska (1993) - generał Mielecki (odc. 5)
- Lokatorzy (2000) - doradca klienta banku (odc. 4)
- Graczykowie (2001) - kandydat na lokatora (odc. 51)